# Eumorpha triangulum
Eumorpha triangulum là một loài bướm đêm thuộc họ Sphingidae. Nó sống ở México, Costa Rica, và Bolivia.
Loài bướm này được tìm thấy mặc dù Mỹ Latinh; cụ thể là Mexico, Belize, Guatemala, Honduras, Nicaragua, Costa Rica, Panama, Colombia, Ecuador, Peru, Bolivia, Argentina và có thể là đông nam Paraguay.

## Miêu tả
Sải cánh là 99–119 mm đối với con đực và 103–130 mm đối với con cái. Nó tương tự như Eumorpha anchemolus, nhưng kiểu màu hình phía trên cánh trước thì tương phản và đa dạng hơn. Có một vị trí nổi bật trên đĩa được tìm thấy trên khu vực trâu xanh lục của hindwing upperside
Cá thể trưởng thành bay quanh năm.
Ấu trùng ăn Saurauia montana và Cissus rhombifolia, cũng như các loài Actinidiaceae. Chúng có sừng hậu môn phát triển tốt ở vùng đầu tiên, trở nên ít nổi bật hơn khi ấu trùng phát triển.

## Liên kết ngoài

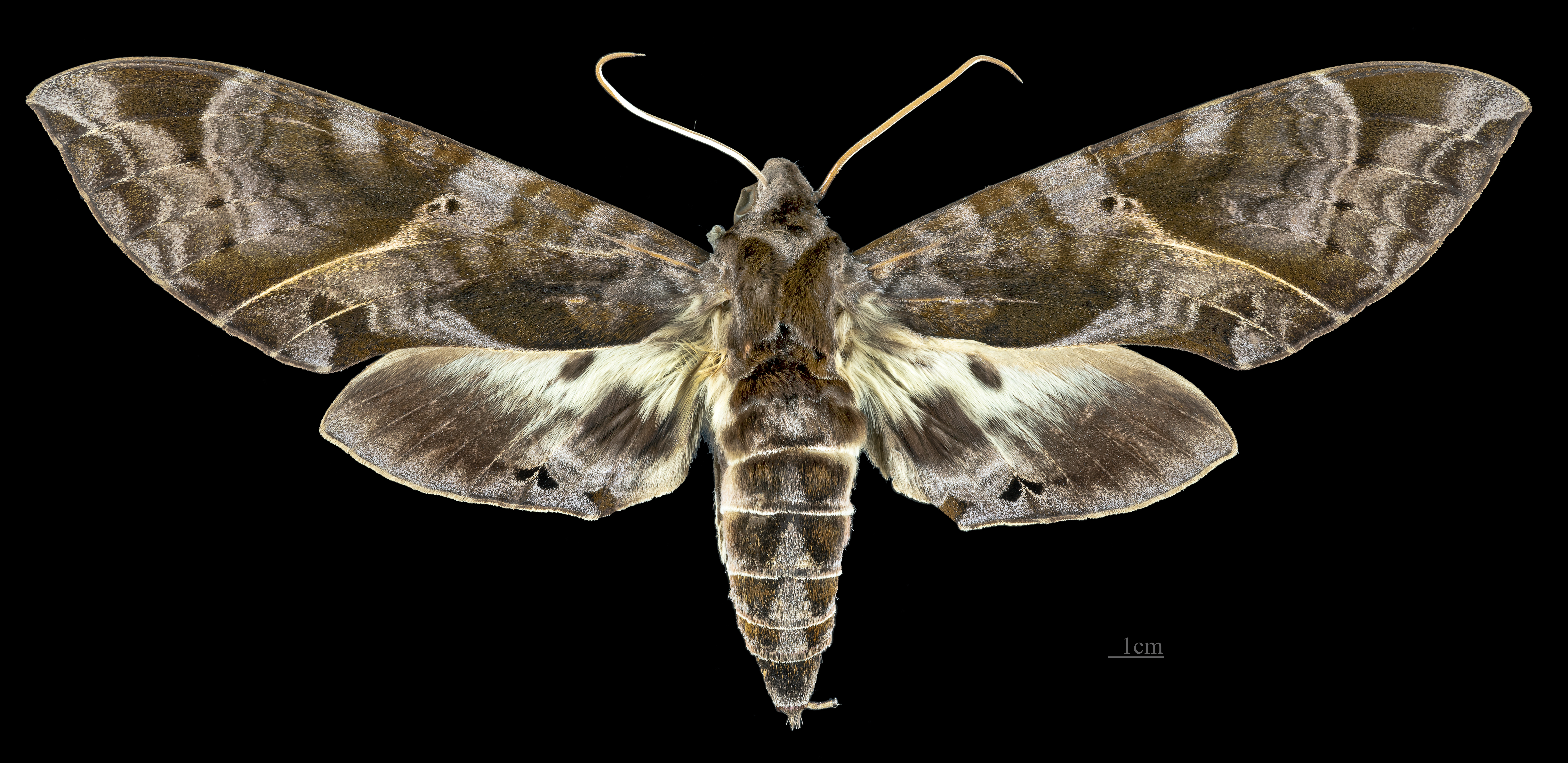
Eumorpha triangulum ♀
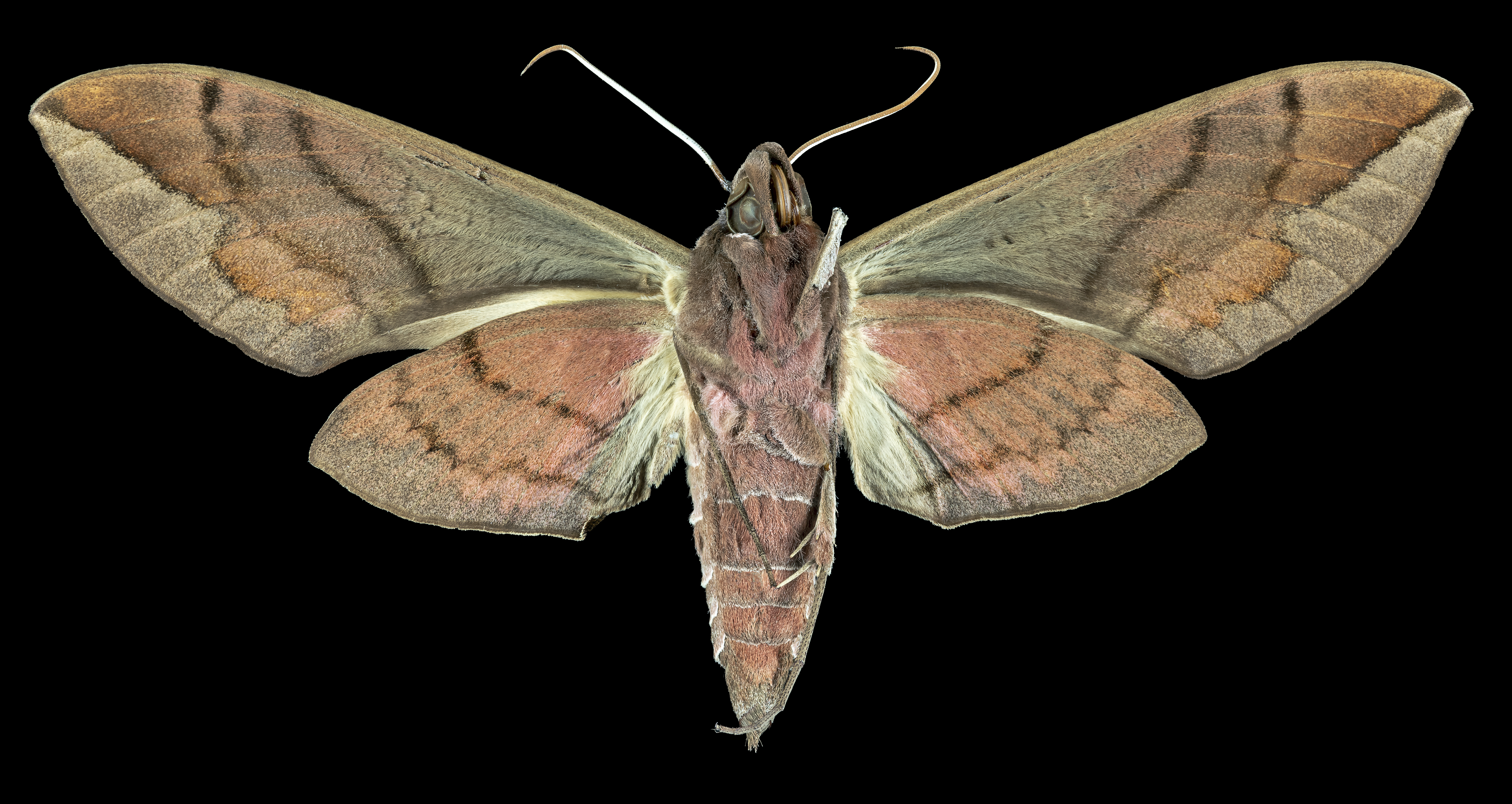
Eumorpha triangulum ♀ △